# Салингверра II Торелли
Салингверра II Торелли (итал. Salinguerra II Torelli; ум. 1244, Венеция) — правитель Феррары в 1213—1240 годах. Представитель знатного рода Торелли, вождь феррарских гибеллинов. Сын Торелло Торелли (ум. 1197), внук Салингверра I Торелли.

## Биография
Средневековые историки указывают датой его рождения 1164 год. Вероятно, он родился намного позже — не ранее 1180.
Подеста Феррары (1199), Вероны (1200) и Модены (1205).
Многолетнее соперничество с гвельфским родом Эсте закончилось в 1213 году подписанием договора, согласно которому Салингверра II Торелли и Альдобрандино I д‘Эсте должны были управлять Феррарой совместно до 1224 года.
В 1224 году брат и наследник Альдобрандино I Аццо VII д’Эсте под давлением императора Фридриха II был вынужден уступить Феррару Салингерру II Торелли (в качестве компенсации получил Адрию и Ровиго).
В 1237 году, воспользовавшись ослаблением позиций императора, Аццо VII вступил в союз с Венецией и Болоньей, при поддержке папы. Их объединённое войско в 1240 году осадило Феррару. Салингверра II Торелли выманили из города якобы для заключения мирного договора, схватили и на корабле переправили в Венецию. Он содержался в венецианской тюрьме до своей смерти в 1244 году.

## Семья
Салингверра II был женат трижды. Первая жена — некая Ретруда, вторая — София, дочь Эццелино II да Романо, третья — Сибилла да Монтефьоре.
Сын Салингверра II Джакомо в 1245 году получил от императора инвеституру на Феррару, однако захватить там власть ему не удалось. Он умер в 1269 году. Его потомки до 18 века носили титул маркизов Торелли.
Другой сын — Ботачино, предок Гвидо Торелли — родоначальника графов Гуасталлы из династии Торелли.